# 紅長鰭鱈
紅長鰭鱈，為輻鰭魚綱鱈形目褐鱈科的其中一種，分布於西北大西洋加拿大新斯科細亞至美國北卡羅萊納州海域，為温帶海水魚，深度35-1152公尺，本魚體色多變，淡紅的到黃褐色的背面，有時布有斑點；下側灰白，有時有暗點，腹面與頭部的下面灰白，鰓蓋之上有一暗色斑塊，體長可達66公分，棲息在沙泥底質底層水域，以甲殼類、軟體動物等為食，生活習性不明，可做為食用魚。

## 扩展阅读
- 维基共享资源上的相關多媒體資源：紅長鰭鱈